# Любовные неудачи Джейн Остин
«Любо́вные неуда́чи Джейн О́стин» (англ. Miss Austen Regrets) — драматический фильм телеканала BBC о последних годах жизни знаменитой английской писательницы Джейн Остин.

## Сюжет
По большей части телефильм опирается на некоторые реальные эпизоды жизни Джейн Остин, а именно на отношения писательницы с одной из её любимых племянниц, Фанни, будущей леди Нэтчбулл.
Написание и публикации различных романов Остин также служит основой для кинокартины: «Чувство и чувствительность», «Гордость и предубеждение», «Мэнсфилд-парк», «Эмма» и, наконец, «Доводы рассудка» — последнее полное произведение, написанное ею.
Кинолента начинается с брачного предложения Харриса Бигга, поначалу принятого Джейн, а затем отклонённого, когда она понимает, что сделала серьёзную ошибку.
Роль «сентиментальной советчицы» для её племянницы, взятой на себя Джейн, служит путеводной нитью для всей картины. Любимая Фанни действительно попросила у тётки совета по поводу брачного предложения, которое ей направил Джон Пламптри.

## В ролях
| Актёр            | Роль                     |
| ---------------- | ------------------------ |
| Оливия Уильямс   | Джейн Остин              |
| Имоджен Путс     | Фанни Остин-Найт         |
| Грета Скакки     | Кассандра Остин          |
| Хью Бонневилль   | преподобный Брук Бриджес |
| Адриан Эдмондсон | Генри Остин              |
| Джек Хьюстон     | доктор Чарльз Хейден     |
| Филлида Ло       | миссис Остин             |
| Пип Торренс      | Эдвард Остин-Найт        |
| Сильви Херберт   | Мадам Бигон              |
| Том Хиддлстон    | Джон Пламптр             |
| Салли Татум      | Анна Лефрой              |
| Джейсон Уоткинс  | преподобный Кларк        |
| Сэмюел Рукин     | Харрис Бигг              |
| Том Гудман-Хилл  | мистер Лашингтон         |

## Награды и номинации
Полный перечень наград и номинаций — на сайте IMDB
| Премия                                  | Категория                              | Имя                    | Результат |
| --------------------------------------- | -------------------------------------- | ---------------------- | --------- |
| Writers' Guild of Great Britain 2008 г. | Лучшая короткая адаптация для ТВ-драмы | Гвинет Хьюз            | Победа    |
| BAFTA 2009 г.                           | Лучший грим                            | Кристин Уолмсли-Cotham | Победа    |